# Abdullahi Shehu
Abdullahi Shehu (* 12. März 1993 in Sokoto) ist ein nigerianischer Fußballspieler, der aktuell für Lewski Sofia spielt.

## Karriere

### Verein
Shehu spielte in der Nachwuchsabteilung von Plateau United und startete seine Profikarriere 2012 bei den Kano Pillars. 2014 begann er mit seinem Wechsel zum kuwaitischen Verein al Qadsia seine Karriere im Ausland vorzusetzen. Mit diesem Verein gewann er gleich zu Beginn seiner ersten Saison den AFC Cup und am Ende seiner ersten Saison den Kuwait Emir Cup und den Kuwait Super Cup.
Trotz dieses Erfolges verließ er nach einer Spielzeit al Qadsia und zog zum portugiesischen Verein União Madeira weiter.
Auch bei den Madeiranern verweilte Shehu nur eine Saison wechselte im Sommer 2016 zum zypriotischen Verein Anorthosis Famagusta.
In der Sommertransferperiode 2018 wurde Shehu vom türkischen Süper Lig zu Bursaspor verpflichtet. 2020 wechselte er zu Omonia Nikosia.
Im September 2022 wechselte er zum bulgarischen Erstligisten Lewski Sofia.

### Nationalmannschaft
Shehu begann seine Nationalmannschaftskarriere 2013 mit einem Einsatz für die nigerianische U-20-Nationalmannschaft. 
Ab 2014 begann er für die nigerianische A-Nationalmannschaft aktiv zu sein.
2016 gehörte er dem Kader der Olympiaauswahl seines Landes an, die an den Olympischen Sommerspielen teilnahm, und gewann mit seinem Team die Bronzemedaille.

## Erfolge
Mit al Qadsia
- Kuwait-Emir-Cup-Sieger: 2014/15
- Kuwait-Super-Cup-Sieger: 2014/15
- AFC Cup: 2014

Mit der Nigerianischen Olympiaauswahl
- Bronzemedaillengewinner der Olympischen Sommerspiele: 2016